# Mohamed Ali El Admi
Mohamed Ali El Admi ( en árabe: محمد علي العظمي‎  ; nacido Mohamed Ali Ould el Wali  y conocido también por su apodo Omar Hadrami  (1949), es un político saharaui y exmiembro de la dirección del Frente Polisario, del cual fue cofundador.
El Admi se unió a Marruecos en 1989 y se estableció en Rabat .  Ha sido acusado de muchas violaciones de derechos humanos, incluidos presuntos crímenes de guerra, tortura de prisioneros de guerra marroquíes y disidentes saharauis en los campos de refugiados .
En enero de 2014, Mohammed VI lo nombró Wali (gobernador) de la región de Guelmim-Es Semara .

## Posiciones en Marruecos
- Gobernador de Kelaat Sraghna 25 de enero de 1995 - 27 de septiembre de 1998
- Gobernador de Sidi Kacem 27 de septiembre de 1998 - 11 de enero de 2002
- Wali de Chaouia-Ouardigha 11 de enero de 2002 - 20 de enero de 2007[5]